# Малыш, Станислав-Нури Атиллаевич
Станисла́в-Нури́ Атилла́евич Ма́лыш (укр. Станіслав-Нурі Атіллайович Малиш; 15 января 1995, Киев) — украинский футболист турецкого происхождения, защитник клуба «Ингулец».

## Клубная карьера
Родился в Киеве, отец — турок, мать — украинка. В раннем возрасте семья уехала в Турцию, где Станислав-Нури проживал до 10 лет. Именно в этой стране и начал заниматься футболом, выступал в чемпионате стамбула. В 11-летнем возрасте вернулся в Украину, где поступил в детско-юношескую академию «Черноморца». Выступал за одесситов в ДЮФЛУ, а также в юношеском и молодёжных чемпионатах Украины.
Затем играл в чемпионате одессы за коллектив «Soho.net», также защищал цвета «Авангарда» (Большой Дальник). Летом 2014 года перебрался в «Реал Фарму». Дебютировал в составе овидиопольского клуба 26 июля 2014 года в победном (2:1) домашнем поединке 1-го тура Второй лиги Украины против новокаховской «Энергии». Малыш вышел на поле в стартовом составе и отыграл весь матч, а на 32-й минуте отличился первым голом в профессиональной карьере. В команде отыграл два сезона, за это время во Второй лиге сыграл 44 матча (отличился 11 голами), ещё 2 поединка провел в кубке Украины. В июне 2016 года покинул расположение «Реал Фармы». Уже через несколько дней по приглашению Дениса Колчина перешёл в другой одесский клуб, «Жемчужину», которая готовилась к дебюту в профессиональном футболе. В команде провел полтора сезона, за это время во Второй лиге сыграл 37 матчей (8 голов), ещё 4 матча (1 гол) провёл в кубке Украины.
По ходу сезона 2017/18 перебрался в херсонский «Кристалл», выступавший в любительском чемпионате Украины. 5 июля 2018 года подписал контракт с херсонским клубом. Дебютировал в футболке «Кристалла» на профессиональном уровне 22 июля 2018 года в победном (1:0) домашнем поединке 1-го тура группы Б Второй лиги против «Николаева-2». Малыш вышел на поле в стартовом составе и отыграл весь матч, а на 77-й минуте получил жёлтую карточку. Дебютным голом в футболке херсонского клуба отличился 30 сентября 2018 года на 65-й минуте победного (1:0) домашнего поединка 11-го тура группы Б Второй лиги против «Кремня». Станислав-Нури вышел на поле в стартовом составе и отыграл весь матч. 2 июля 2019 года продлил соглашение с клубом.

## Карьера в сборной
В футболке юношеской сборной Украины (U-17) дебютировал 22 января 2012 года в победном (2:1) поединке против сверстников из Литвы. Малыш вышел на поле в стартовом составе, а на 41-й минуте его заменил Юрий Ткачук. С конца января по конец февраля 2012 сыграл 7 поединков за юношескую сборную Украины.